# Оснабрюк
 Тази статия е за града в Германия.  За окръга вижте Оснабрюк (окръг).  
Оснабрюк (на немски: Osnabrück) е град в Долна Саксония, Германия. Разположен е на 43 km от Билефелд и на 44 km от Мюнстер.
Площта на Оснабрюк е 119,8 km2, населението към 31 декември 2010 г. – 164 119 жители, а гъстотата на населението – 1370 д/км². По население Оснабрюк е на трето място в Долна Саксония.

## История

### Средновековие
Оснабрюк се развива като пазар в близост до епископия, основана от Карл Велики, крал на франките през 780 г. Преди 803 година градът се превръща в седалище на княз-епископа на Оснабрюк. Въпреки че точната дата е неясна, Оснабрюк вероятно е най-старата епископия в Долна Саксония.
Говори се, че през 804 г. Карл Велики основава гимназия Каролинум в Оснабрюк, което я прави най-старата немска гимназия, но датата на основаване е оспорвана от историци, някои от които вярват, че е възможно да е била подправена.
През 889 г. градът получава търговски, митнически и монетни привилегии от крал Арнулф Кернтенски. За първи път бива споменат като град в записки от 1147 г. Скоро след това, през 1157 г., император Фридрих I Барбароса дава права за военно укрепление. Част от средновековното укрепление и повечето от кулите все още се забелязват из града. Оснабрюк става член на Ханза през 12 век, също така и член на Вестфалската федерация на градовете.
Историята на града в по-късните средни векове е записана в хрониките на Алберт Сухо, един от най-важните духовници на Оснабрюк през 15 век.

### Началото на новото време
Основният период на лов на вещици в Оснабрюк е между 1561 и 1639, време на социално неспокойствие и напрежение, заради протестанстката реформация и Тридесетгодишната война. През 1582 г., по време на управлението на майор Хамахер (1565 – 1558), 163 жени са убити, заклеймени като вещици, повечето от тях са изгорени. По време на владението на майор Др. Пелстер (1636 – 1639), над 40 жени са обявени за вещици и убити. Общо 276 жени и 2 мъже са екзекутирани обвинение във вещерство.
През 1632 г. е основан Йезуитски университет, базиран на гимназията Каролинум. Една година по-късно бива затворен при шведското владичество на княз-епископа.
В периода между 1643 и 1648 споразуменията в Мюнстер и Оснабрюк водят до Вестфалския мирен договор.
През 18 век, жителят на Оснабрюк Юстус Мьозер пише социална и конституционна история Osnabrücker Geschichte в града. След последвалата Седемгодишна война, населението на града е под 6000 души, но благодарение на тъканната и тютюнева индустрия, броят на населението нараства.

### 19 век
Революционните войни на Франция водят пруски войски в града през 1795 г., последвани от френски, през 1893. Населението на града остава под 10 000 души през първото десетилетие на 19 век. Управлението на Оснабрюк е предадено на Курфюрство Брауншвайг-Люнебург през 1803 г. по време на германската медиатизация, след което за кратко на Кралство Прусия през 1806 г. Градът е бил част от Кралство Вестфалия в периода 1807 – 1810, след което е предаден на Първа френска империя. След Наполеоновите войни става част от Кралство Хановер през 1815 г.
Първата железница в града е построена през 1855 г., която го свързва с Льоне. Построени са железопътни връзки с Емден през 1856 г., с Кьолн през 1871 и Хамбург през 1874. През 1866 г. Оснабрюк е присъединен към Прусия, след Австро-пруската война и управляван от провинция Хановер. Икономиката и населението значително нарастват от разширението на инженерната и текстилна промишленост, с Hammsersen Weaving Mill, основан през 1869 г. и металургическата компания Osnabrücker Kupfer- und Drahtwerk през 1873. Втората половина на века довежда до разширяване на училищата, развитие на електрификацията и здравната система.

## Икономика
В Оснабрюк е базирано автомобилостроителното предприятие „Карман“, специализирано в производството на кабриолети и други спортни автомобили на популярни марки. След фалита му през 2010 година производствената база е собственост на „Фолксваген“.

## Образование
Университет на Оснабрюк, Университет за приложни науки на Оснабрюк. Католическият университет на Северна Германия има свои факултети в града.

## Спорт
Представителният футболен отбор на града се казва ФФЛ Оснабрюк. Дългогодишен участник е в германската Бундеслига 2.

## Известни личности
Родени в Оснабрюк
- Райнер Варнинг (р. 1936), филолог
- Кристиан Вулф (р. 1959), политик
- Йохан Фридрих Вилхелм Йерусалем (1709 – 1789), богослов
- Юстус Мьозер (1720 – 1794), историк
- Ерих Мария Ремарк (1898 – 1970), писател

Починали в Оснабрюк
- Вихо I (772 – 805), епископ
- Джордж I (1660 – 1727), крал на Хановер и Великобритания
- Юстус Мьозер (1720 – 1794), историк